# Léopold Burthe
Léopold Burthe, né à La Nouvelle-Orléans 3 novembre 1823 et mort à Paris le 2 décembre 1860, est un peintre franco-américain. 

## Biographie
Fils de Dominique François Burthe et cousin du général André Burthe, issu d’une famille de planteurs, Léopold Burthe s'installe jeune à Paris avec sa sœur, future marquise de Circé, dans les dernières années de la Restauration. Il entre en 1840 dans l’atelier d’Amaury-Duval avec qui il semble avoir été très lié, et qui marque très profondément son style, dans la mouvance de l’école ingresque. Il expose au Salon dès 1844.

Œuvres de Léopold Burthe
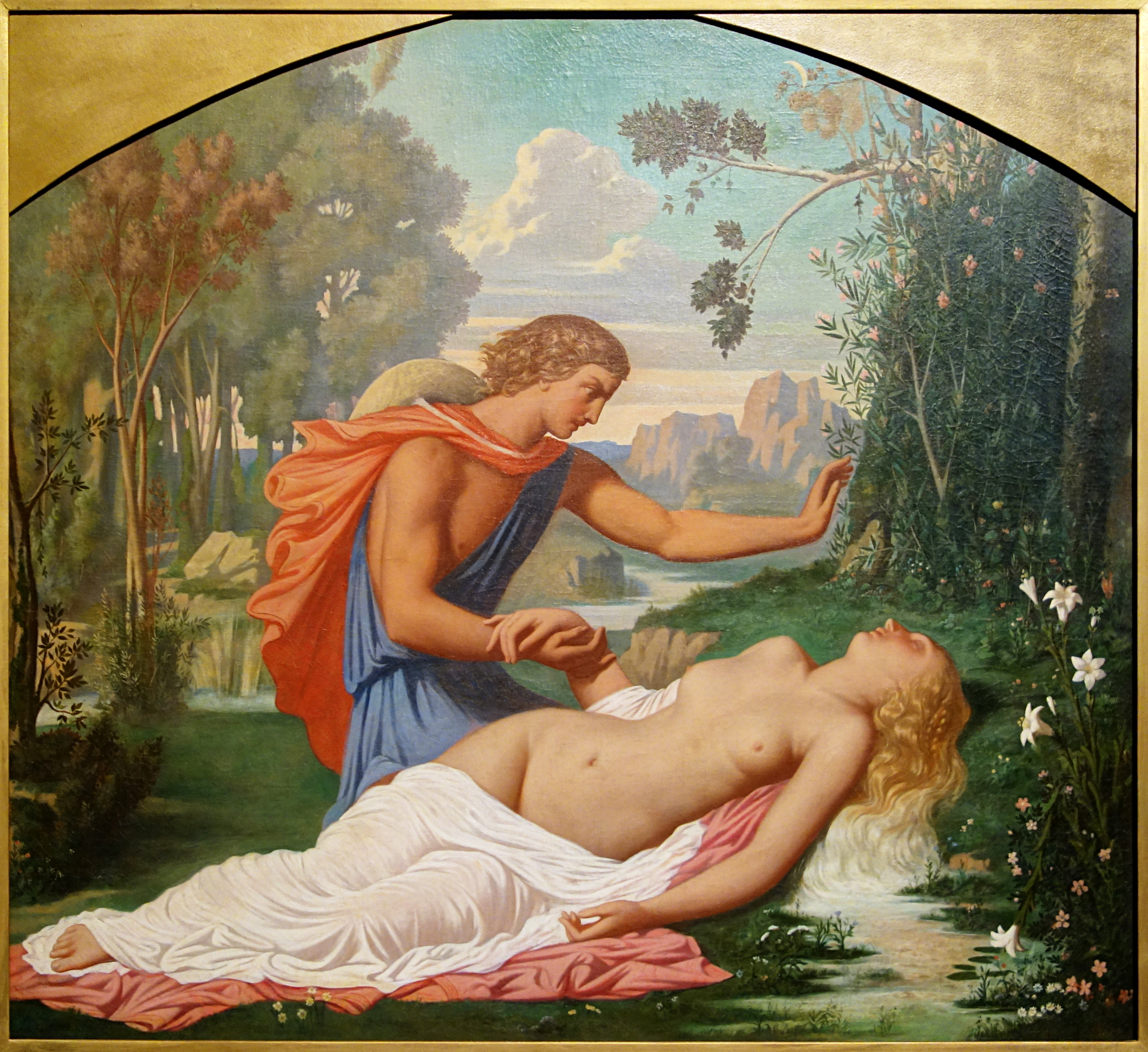
Aréthuse et Alphée, 1847, Roubaix, La Piscine.
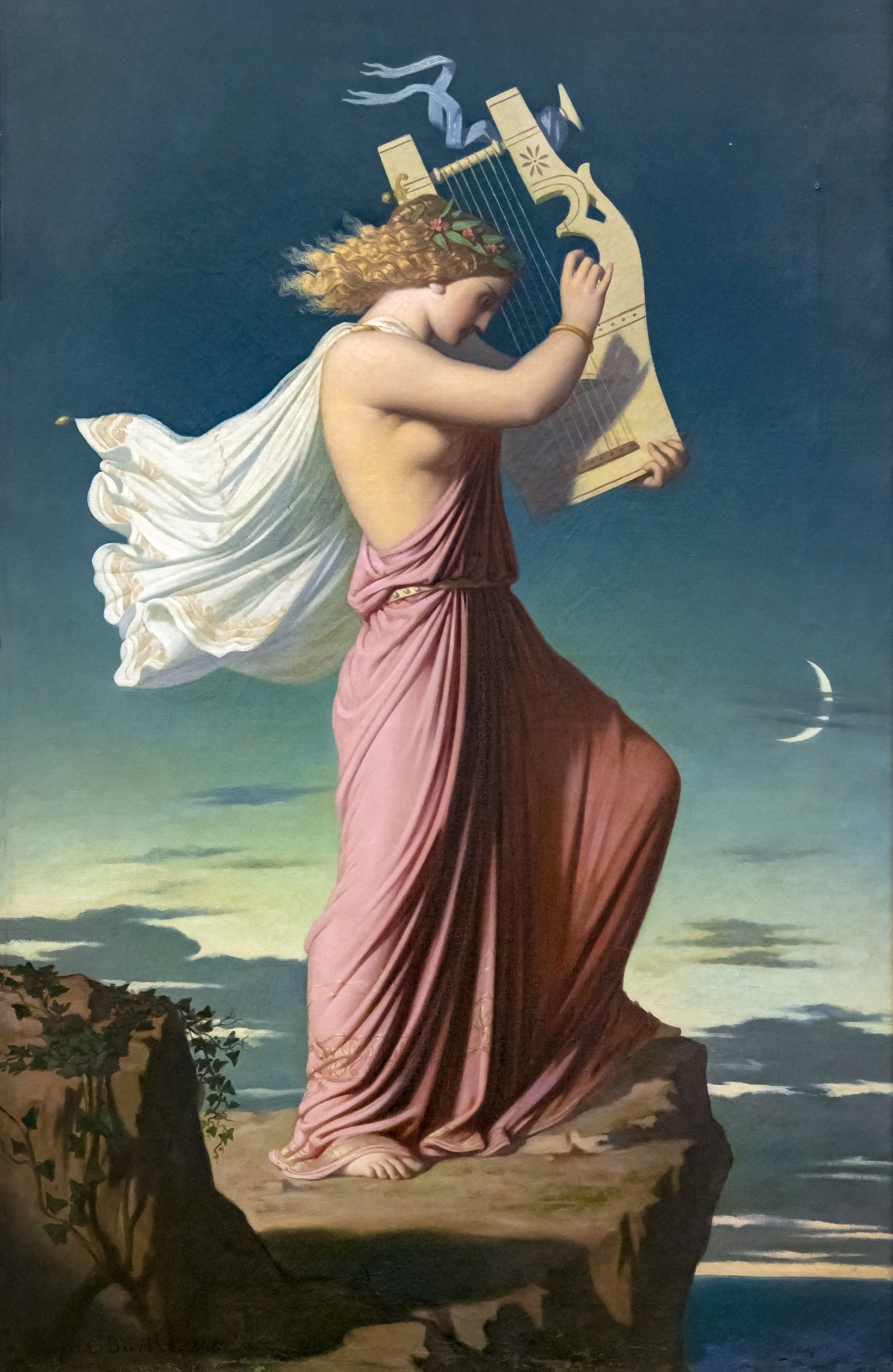
Sapho jouant de la lyre, 1849, musée des Beaux-Arts de Carcassonne.
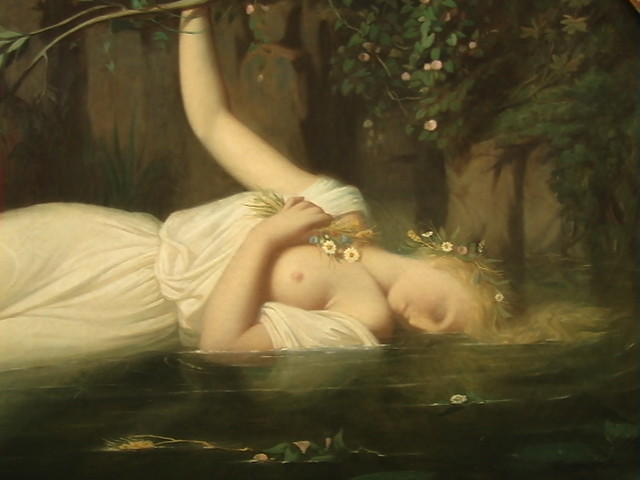
Ophelia, 1851, Poitiers, musée Sainte-Croix.